# Iván (Hungria)
Iván é um município da Hungria, situado no condado de Győr-Moson-Sopron. Tem 54,74 km² de área e sua população em 2015 foi estimada em 1.263 habitantes.